# Arrigo Solmi

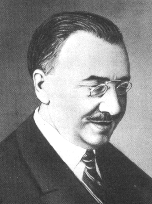
Arrigo Solmi

Arrigo Solmi (* 27. Januar 1873 in Finale Emilia; † 5. März 1944 in Grottaferrata) war ein italienischer Jurist, Hochschullehrer und Politiker der Nationalistisch-Faschistischen Partei (Partito Nazionale Fascista PNF), der von 1924 bis 1939 Mitglied der Abgeordnetenkammer (Camera dei deputati), von 1932 bis 1935 Unterstaatssekretär im Ministerium für Nationale Bildung sowie zwischen 1935 und 1939 Justizminister im dritten Kabinett Mussolini war. Er war ferner von 1939 bis 1943 Mitglied des Senats des Königreichs (Senato del Regno).

## Leben

### Studium, Bibliothekar und erste Professur in Cagliari
Arrigo Solmi war der ältere von zwei Söhnen des Gemeindesekretärs Angelo Solmi und Amalia Stucci. Sein ein Jahr jüngerer Bruder Edmondo Solmi (1874–1912) war Professor für Geschichte der Philosophie an der Universität Pavia. Er selbst begann nach dem Schulbesuch ein Studium der Rechtswissenschaften und Geschichte an der Universität Modena, das er am 28. Juni 1895 mit einer Arbeit zur Beziehung zwischen Staat und Kirche abschloss. Im April 1898 nahm er eine Tätigkeit als Unterbibliothekar an der Nationalbibliothek von Palermo (jetzt: Biblioteca Centrale della Regione Siciliana), wechselte aber bereits am 31. Mai 1898 als Bibliothekar an die Estense-Bibliothek der Universität Modena (Biblioteca Estense Universitaria di Modena). Er war daneben kurzzeitig Dozent an der Universität Modena und danach 1899 Privatdozent für Italienische Rechtsgeschichte an der Universität Camerino, an der 1901 eine ordentliche Professur übernahm. Am 28. April 1900 heiratete er Ines Dallari, Schwester seines Kommilitonen und späteren Professors für Rechtsphilosophie Gino Dallari. Nach ersten Arbeiten zu rechtlichen Themen des frühen Mittelalters befasste er sich mit Persönlichkeiten wie Albertus Gandinus und Baldus de Ubaldis und deren juristischen Ansätzen. Aufgrund seiner Forschungs- und Lehrtätigkeit und der damit verbundenen Abwesenheit wechselte er am 1. Dezember 1901 von der Biblioteca Estense Universitaria di Modena an die Staatliche Bibliothek von Cremona (Biblioteca statale di Cremona), ehe er diese Tätigkeit aufgab.
Zum Semester 1902/1903 übernahm Solmi eine außerordentliche Professur an der Universität Cagliari. Dort hielt er 1903 seine Antrittsrede zum Thema La funzione pratica della storia del diritto italiano nelle scienze giuridiche („Die praktische Funktion der Geschichte des italienischen Rechts in den Rechtswissenschaften“). In Cagliari erforschte er die Landverfassung Sardiniens, die Institutionen, Quellen wie die Carta de Logu Cagliaritana und die Condaghe. Auf seinen Vorschlag kam es 1905 zur Gründung der Archivio storico sardo, einer Zeitschrift zur Geschichte Sardiniens. In seinen Untersuchungen befasste er sich auch mit dem praktischen Kern des Rechtsphänomens, das aus dem Vulgarrecht der Spätantike stammt und sich dann unter den spezifischen kulturellen und sozialen Bedingungen des kommunalen Zeitalters als Gewohnheitsrecht entwickelte. Das Interesse an Dante Alighieri signalisiert die Suche nach Verbindungen zwischen wesentlichen Figuren des politisch-literarischen Denkens und der Rechtserfahrung aus Lehren, Normen und Institutionen. Als Liberaler hatte er eine starke Vorstellung von einer Nation als einem Subjekt, das eine Tradition der alten Zivilisation verkörperte und das, obwohl es für die unvollendete Erfahrung des Risorgimento bezahlte, nach den kolonialen Umkehrungen des Jahrhunderts expandieren musste.

### Professor in Siena und Pavia sowie Unterstützer des Ersten Weltkrieges
Am 1. Juli 1906 übernahm Arrigo Solmi eine Professur an der Universität Siena. Im Anschluss wurde er am 20. August 1907 Professor an der Universität Parma und veröffentlichte dort 1908 Storia del diritto italiano, ein Handbuch zur italienischen Rechtsgeschichte. Im Gegensatz zu den chronologischen und systematischen Methoden übernahm er ein gemischtes System, das er als synchron oder historisch definierte: Die Aufstellung war in drei große Perioden unterteilt (römisch-barbarisches Zeitalter, 476–1100, Risorgimento, 1100–1748, Moderne, 1748–1870), von denen jede mit Ausnahme der letzten in verschiedene Teilperioden unterteilt war, die sich teilweise mit der Entwicklung einzelner privater und öffentlicher Institutionen befassten. Während seiner Lehrtätigkeit an der Universität Parma lehrte und forschte er mit Persönlichkeiten wie Angelo Sraffa, Giuseppe Chiovenda, Alfredo Rocco, Agostino Berenini, Pietro Bonfante und Francesco Brandileone. Er verfasste zudem mehrere Aufsätze zur Geschichte des Handelsrechts für die von Sraffa und Cesare Vivante gegründete Fachzeitschrift Rivista del diritto commerciale.
Am 20. August 1912 wechselte Solmi an die Universität Pavia, an der er eine Professur für Kirchenrecht innehatte, ehe er dort nach der Emeritierung von Pasquale Del Giudice am 12. Juli 1917 den Lehrstuhl für Geschichte des italienischen Rechts übernahm. Zugleich intensivierte sich sein politisch-kulturelle Engagement durch Besuche Nationalismus nationalistischer Kreise, wo er mit den Ideen von Giovanni Borelli und Alberto Caroncini sympathisierte. Seine Mitarbeit für L’Azione führte zu einer Zusammenarbeit mit Paolo Arcari und Gioacchino Volpe, dem führenden Historiker des italienischen Faschismus. Im Zuge des Italienisch-Türkischen Krieges beschäftigte er sich mit der Kultur und den Bräuchen der afrikanischen Bevölkerung. Als begeisterter Interventionist und in der ersten Reihe in den Tagen des Monats Mai 1915 stellte er die Vision eines streng nationalen italienischen Rechts, der legalen Zivilisation für die europäische Bevölkerung und insbesondere die Napoleonische Gesetzgebung in den Mittelpunkt seiner Geschichtsschreibung. Damit wären die in Italien dann umgesetzten Abgüsse der französischen Kodizes die Fortsetzung einer autonomen Entwicklung des italienischen Rechtssystems. Daher das Interesse an der Geschichte des Risorgimento und der internationalen Politik, oft mit Werken populärer Natur. Aufgrund seiner historischen Tradition musste diese Nation auf der anderen Seite der Adria expandieren – dies war der Schlüssel zur Erklärung der Intervention im Jahr 1915 – und natürlich in Afrika. Mit anderen Juristen unterstützte er den Eintritt in den Ersten Weltkrieg, indem er für das Buch La nostra guerra („Unser Krieg“, Florenz 1915) einen Beitrag mit dem Titel Necessità e ragioni della nuova guerra alla Turchia („Notwendigkeit und Gründe für den neuen Krieg gegen die Türkei“) verfasste.

### Stadtrat, Rektor der Universität Pavia und Mitglied der Abgeordnetenkammer
1920 wurde Solmi zum Mitglied des Stadtrates von Mailand gewählt und gehörte dieser nach einer Wiederwahl bis 1926 an. Er sah in den frühen 1920er Jahren in Benito Mussolinis Nationalistisch-Faschistischen Partei PNF (Partito Nazionale Fascista) das Sprachrohr der Tradition des italienischen Bürgertums und die einzige Kraft, die in der Lage war, die Bedürfnisse der Nation zu befriedigen: die nach außen expansiven und die nach innen gerichteten Kohäsionen gegen soziale Konflikte. Er gehörte zudem zwischen 1921 und Juni 1923 dem Obersten Rat für öffentlichen Unterricht an (Consiglio superiore della pubblica istruzione). Nachdem der Chemiker Giorgio Errera das Amt abgelehnt hatte, wurde er am 9. November 1923 zum Rektor der Universität Pavia ernannt und behielt dieses Amt bis zum 28. Januar 1926. Zum Ende seiner Amtszeit als Rektor kam es 1926 zur Gründung der Politikwissenschaftlichen Fakultät (Scuola di scienze politiche), an der er selbst Vorlesungen über Diplomatie und Vertragsgeschichte hielt. Zu seinen Studenten gehörten der spätere Diplomat und Hochschullehrer Mario Toscano, der Historiker Rodolfo Mosca, der Historiker und Archäologe Gian Piero Bognetti sowie Carlo Guido Mor.
Am 6. April 1924 wurde Solmi auf Vorschlag Benito Mussolini Mitglied der Abgeordnetenkammer (Camera dei deputati) und gehörte dieser in der 27. Legislaturperiode (24. Mai 1924 bis 21. Januar 1929), 28. Legislaturperiode (20. April 1929 bis 19. Januar 1934) sowie der 29. Legislaturperiode (28. April 1934 bis 2. März 1939) an. Im Oktober 1925 wurde er jedoch erst formell Mitglied der Partito Nazionale Fascista. Zum 1. Dezember 1931 übernahm er eine Professur für Politikwissenschaft an der Universität Mailand. Seine Schriften und Lehren in den 1930er blieben weitgehend unbeeindruckt von der 1932 geführten Debatte zum Gewohnheitsrecht (diritto comune), die von Kollegen wie Salvatore Riccobono, Francesco Calasso und Giuseppe Ermini geführt wurde.

### Unterstaatssekretär und Justizminister

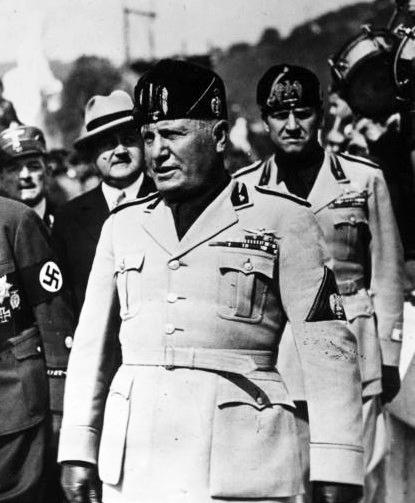
Ministerpräsident Benito Mussolini berief Arrigo Solmi von 1935 bis 1939 als Minister für Recht und Justiz in dessen drittes Kabinett.

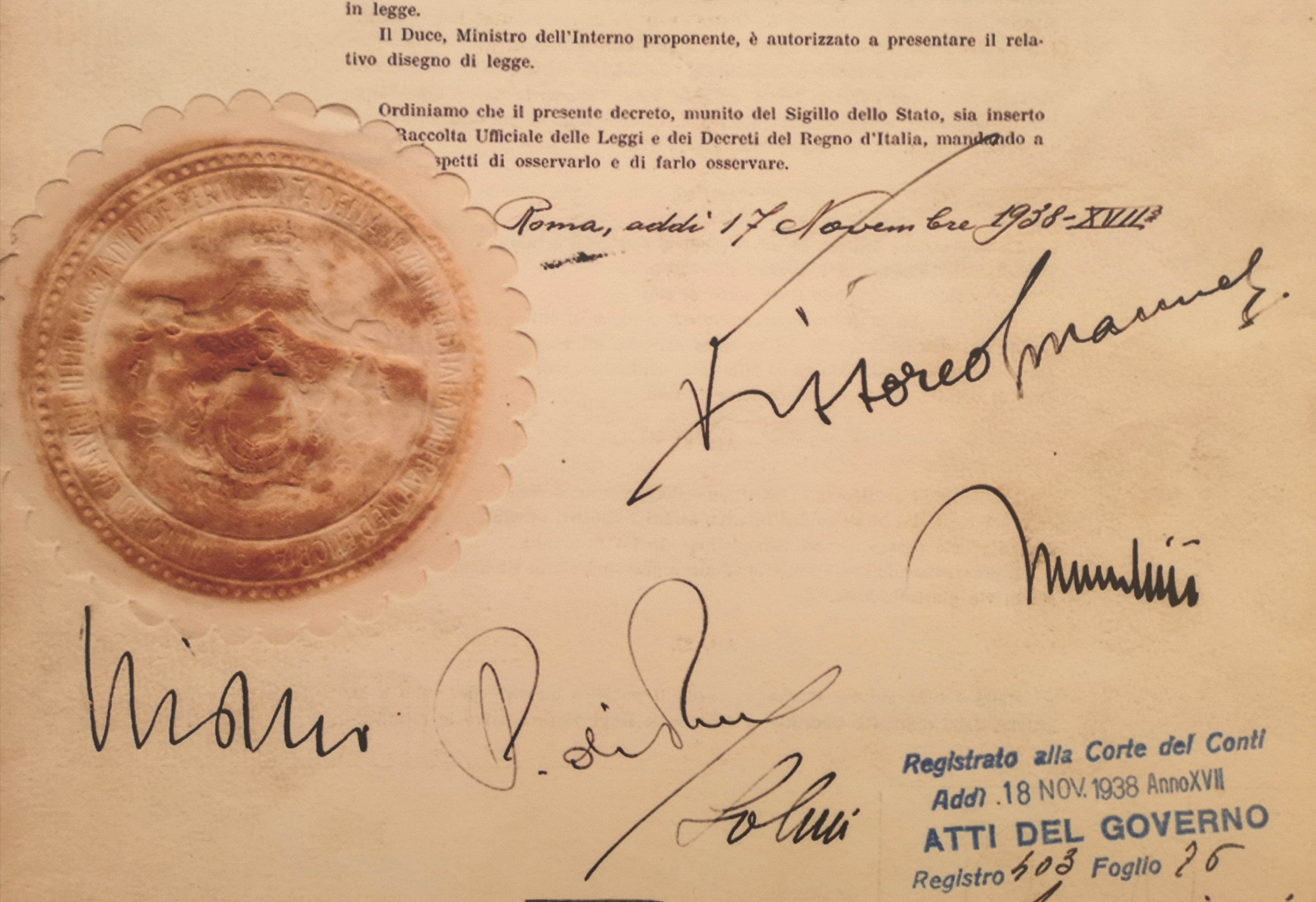
Die Unterfertigung Solmis unter jenen von Viktor Emanuel II., Mussolini u. a. auf den Rassengesetzen vom 17. November 1938

Arrigo Solmi übernahm im zweiten Kabinett Mussolini am 20. Juli 1932 den Posten als Unterstaatssekretär im Ministerium für Nationale Bildung (Sottosegretario di Stato al Ministero dell’educazione nazionale) und übte dieses Amt bis zum 24. Januar 1935 aus. Anschließend wurde er am 24. Januar 1935 von Ministerpräsident Benito Mussolini Minister für Recht und Justiz (Ministro di Grazia e Giustizia) in dessen drittes Kabinett berufen und bekleidete dieses Amt bis zum 11. Juli 1939, woraufhin Dino Grandi seine Nachfolge antrat. Am 10. November 1936 wurde er zudem ordentlicher Professor für Gewohnheitsrecht an der Universität Mailand. Aufgrund seiner politischen Tätigkeiten wurden seine Vorlesungen für Politikwissenschaften von seinem Schwager Gino Dallari und die Vorlesungen zum Gewohnheitsrecht zumeist von Enrico Besta gehalten. Am 11. März 1939 wurde er des Weiteren Mitglied der Kammer der Verbände und Innungen (Camera dei Fasci e delle Corporazioni).
Als Justizminister legte er Gesetzentwürfe zum Zivilgesetzbuch, zum Rassengesetz sowie zur Zivilprozessordnung vor, die von den rassistischen Gedanken des Faschismus geprägt waren. Zur Reform der Rechtspflege setzte er 1937 mit Ausnahme von Enrico Redenti Kommission von Juristen aus der Praxis ein, die er selbst leitete. In der Sache betonte der Kodex die Position des Richters als „Herr des Falles“ (signore della causa), der über offizielle Beweise verfügen, die Parteien frei befragen und missbräuchliches Verhalten sanktionieren konnte, wodurch die herausragende Rolle des Staates bekräftigt wurde. Das in einigen Teilen diskutierte Projekt scheint zweifellos den Geist des Faschismus an der Macht auszudrücken.

### Senator und Professor in Rom
Einen Tag nach seinem Ausscheiden aus der Regierung wurde Arrigo Solmi zum Senator ernannt und gehörte diesem bis zum 5. August 1939 an. Während seiner Senatszugehörigkeit war er zwischen dem 23. Januar 1940 und dem 5. August 1943 Mitglied des Finanzausschusses (Commissione di finanze). Darüber hinaus übernahm er 1939 die neu geschaffene Professur am Lehrstuhl für Gewohnheitsrecht an der Universität La Sapienza in Rom. Am 29. Oktober 1943 trat er in den Ruhestand und verstarb ein knappes halbes Jahr später am 5. März 1944.

## Veröffentlichungen (Auswahl)
- Le associazioni in Italia avanti le origini del comune. Saggio di storia economica e giuridica. Antica Tipografia Soliani, Modena 1898.
- Stato e Chiesa secondo gli scritti politici da Carlomagno fino al Concordato di Worms (800–1122). Studio storico e giuridico. Direzione dell’Archivio giuridico, Modena 1901.
- Storia del diritto italiano. Società Editrice Libraria, Mailand 1908.
- La storia del diritto italiano. Fondazione Leonardo per la Cultura Italiana, Rom 1922.
- Gli elementi costitutivi del diritto civile italiano. CEDAM, Padua 1929.
- Die Krise des Demokratischen States. Armani, Rom 1937.
- L’idea fascista nel nuovo codice civile. Soc. editrice del Foro italiano, Rom 1940.

## Hintergrundliteratur
- Studi di storia e diritto in onore di Arrigo Solmi, Festschrift Mailand, 1941